# فاتو هيفا
فاتو هيفا هي جزيرة تقع في أقصى الجنوب من جزر ماركيساس في بولينيزيا الفرنسية، وهي إقليم تابع لفرنسا في المحيط الهادئ. ومع كون موتو ناو أقرب جار لها، فهي أيضًا الأكثر عزلة بين الجزر المأهولة بالسكان.
"فاتو هيفا" هو أيضًا عنوان كتاب للمستكشف وعالم الآثار ثور هايردال، يصف فيه إقامته على الجزيرة في ثلاثينيات القرن العشرين.